# کاتارینا لوتسنکو
کاتارینا لوتسنکو (اوکراینی: Катерина Ігорівна Луценко؛ زادهٔ ۱۸ سپتامبر ۱۹۹۵) ژیمناست ریتمیک اهل اوکراین است.